# Глушаков Денис Борисович
Дени́с Бори́сович Глушако́в (нар. 27 січня 1987 року, Міллерове, СРСР) — російський футболіст, півзахисник клубу «Парі НН». Грав за збірну Росії.

## Клубна кар'єра
Денис Глушаков народився в маленькому містечку Міллерове, що розташоване у Ростовській області. Хлопець ріс без батька, проте його дядьком був відомий на той час московський футболіст Валерій Глушаков. У якомусь сенсі він і відчинив Денису двері у великий футбол, забравши його з маленького містечка до столиці, де Глушакова-молодшого зарахували до спортивної школи ЦСКА.
Через півтора року Денис перейшов до «Ніки», за виступами у якій його і помітили селекціонери московського «Локомотива». У 2005 році Глушаков прийняв пропозицію «залізничників», але стабільно заграв у клубі лише в 2008 році після «відряджень» до слабших клубів задля отримання стабільної ігрової практики. У 2007 році Глушакова було віддано в оренду до іркутської «Зірки», за яку він провів 34 матчі і забив 8 м'ячів. А 13 липня 2008 у матчі «Динамо» — «Локомотив» вперше провів на полі всі 90 хвилин у складі основної команди «Локомотива». Два тижні потому в матчі з «Москвою» Денис Глушаков забив свій перший м'яч у Прем'єр-лізі. У тій же грі його було визнано найкращим гравцем матчу. Незабаром молодий півзахисник став регулярно грати в основі, його навіть почали порівнювати з відомим хавбеком «Локомотива» Дмитром Лоськовим.
Наприкінці 2008 року Глушаков був удостоєний звання найкращого гравця сезону у «Локомотиві» за версією вболівальників, згідно з опитуванням, яке проводилося на офіційному сайті клубу серед інтернет-користувачів порталу. Він набрав 24 % голосів, випередивши Сергія Гуренко і Дмитра Торбинського.
У березні 2011 року Денис подовжив угоду з «Локомотивом» на 4,5 роки. Того ж року Глушаков став найкращим гравцем сезону за версією Міжрегіональної футбольної профспілки, яку очолює Олександр Тарханов.

## Виступи у збірній
У 2008 році виступав за молодіжну збірну Росії, яка не змогла подолати етап стикових матчів молодіжного Чемпіонату Європи 2009. У жовтні того ж року Глушакова було вперше залучено до головної команди країни, однак шансу зіграти він так і не отримав. У березні 2011 року знову отримав виклик до збірної Росії на матчі з Вірменією та Катаром. У поєдинку з останніми 29 березня 2011 року Денис вперше й з'явився на полі, а дебютним забитим м'ячем відзначився 11 жовтня 2011 року у домашньому поєдинку зі збірною Андорри.
| 01. | 29.03.2011 | Катар   | «Аль-Садд», Доха               | Катар — Росія              | 1-1 | Товариський матч         |     |  |  |
| 02. | 04.06.2011 | Росія   | «Петровський», Санкт-Петербург | Росія — Вірменія           | 3-1 | Відбірковий матч ЧЄ-2012 |     |  |  |
| 03. | 07.06.2011 | Австрія | «Вальс-Зіценгайм», Зальцбург   | Камерун — Росія            | 0-0 | Товариський матч         |     |  |  |
| 04. | 10.08.2011 | Росія   | «Локомотив», Москва            | Росія — Сербія             | 1-0 | Товариський матч         |     |  |  |
| 05. | 02.09.2011 | Росія   | «Лужники», Москва              | Росія — Північна Македонія | 1-0 | Відбірковий матч ЧЄ-2012 |     |  |  |
| 06. | 11.10.2011 | Росія   | «Лужники», Москва              | Росія — Андорра            | 6-0 | Відбірковий матч ЧЄ-2012 | 59' |  |  |
| 07. | 11.11.2011 | Греція  | «Георгіос Караїскакіс», Пірей  | Греція — Росія             | 1-1 | Товариський матч         |     |  |  |
| 08. | 29.02.2012 | Данія   | «Паркен», Копенгаген           | Данія — Росія              | 0-2 | Товариський матч         |     |  |  |
| 09. | 25.05.2012 | Росія   | «Локомотив», Москва            | Росія — Уругвай            | 1-1 | Товариський матч         |     |  |  |

## Характеристика гри
Головною особливістю Глушакова є вміння швидко переграти суперника один в один. Окрім того Денис володіє доволі пристойним ударом з середньої дистанції. Віддає замало результативних передач, як для півзахисника, однак в змозі й сам вирішити епізод на користь команди.

## Особисте життя
- Батько — Борис, мати — Галина Дмитрівна.
- Дядько — Валерій Глушаков, відомий в минулому футболіст московського ЦСКА та низки інших клубів.
- 19 червня 2009 року уклав шлюб зі своєю коханою Дариною, котра є стоматологом за фахом. Весілля відбулося у Ростові-на-Дону, на Батьківщині футболіста та його нареченої. На святкуванні були присутні Дініяр Білялетдінов, Дмитро Сичов, Олександр Мінченков, Дмитро та Кирило Комбарови.
- 26 вересня 2011 року у родині Глушакових народилася донька Валерія[5].

## Цікаві факти
- У рідному Міллерові (або «Міллербурзі», як Глушаков сам назвав своє місто) Денис — справжній герой. Він регулярно влаштовує там турніри з призами, дарує молодим футболістам бутси та іншу екіпіровку, шукає таланти, щоб відвезти до Москви. Головна мрія Глушакова — стадіон в Міллерово. Однак Денис досить скромний і рідко розповідає про свою благодійну діяльність. З набагато більшим бажанням він говорить про любов до рідного краю.
- Наприкінці 2011 року Глушаков придбав собі квартиру в елітному житловому комплексі Москви[6]. У тому ж будинку квартири мають футболіст Юлія Началова та Євген Алдонін, а також артист Дмитро Дюжев.

## Титули і досягнення
- Чемпіон Росії (1):

«Спартак» (Москва): 2016-17
- Володар Суперкубка Росії (1):

«Спартак» (Москва): 2017